# Richard Bohringer
Richard Bohringer es un actor, cantante y autor francés y senegalés (desde 2002), nacido el 16 de enero de 1942 en Moulins. Es el padre de la actriz Romane Bohringer. Tiene otros tres hijos: Mathieu, Richard et Lou.
Su mentor es Antoine Blondin.

## Biografía

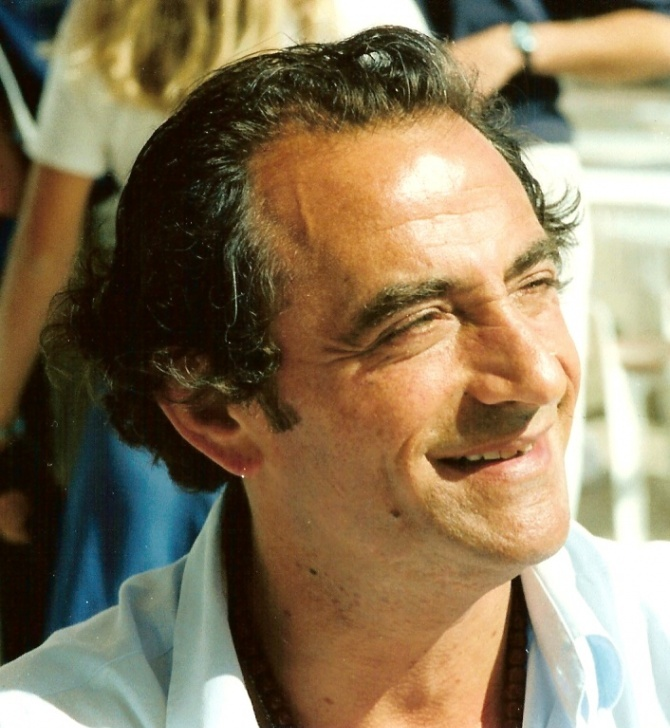
En el festival de Cannes de 1994.

Richard Bohringer debutó en el teatro a finales de los años sesenta. Es en 1980, gracias a la película Diva cuando se da a conocer en el cine. Se convirtió en uno de los actores más destacados de los años ochenta, ganando dos Césars, por L'addition y Le Grand Chemin. Lo encontramos tanto junto a Besson (Subway) como junto a Jugnot (Une époque formidable), convirtiéndose en el actor fetiche de Jean-Loup Hubert, cómplice de Jean-Pierre Mocky o de su amigo Bernard Giraudeau.
Vivió un largo y difícil periodo, con problemas de drogas y de dinero, con episodios violentos. Libra muchos combates, que contó en su libro C'est beau une ville la nuit, publicado en 1988, y del cual sacó una película del mismo nombre, estrenada en 2006. Su hija Romane, con quien mantiene una relación paternal muy fuerte, interpreta su propio papel en esa película.
Después de escribir novelas, Richard Bohringer también se dedicó a la canción. Ha publicado tres álbumes entre 1990 y 2002.
Gran enamorado de África, de la que gusta cantar su música, obtuvo la nacionalidad senegalesa en 2002.
Desde comienzos del año 2009, se bate contra la hepatitis C, enfermedad que lo aleja de los platós de cine.

## Filmografía

### Actor
- 1970: La Maison, de Gérard Brach: Un amigo de Lorraine
- 1973: L'Italien des roses, de Charles Matton: Raymond, el italiano
- 1976: Les Conquistadores, de Marco Pauly: Jean-Pierre
- 1977: L'Animal, de Claude Zidi: Un asistente de Sergio
- 1979: Martin et Léa, de Alain Cavalier: Lucien
- 1980: Alors heureux?, de Claude Barrois: El médico en jefe
- 1980: Les Sous-doués, de Claude Zidi: El vigilante
- 1980: Le Dernier Métro, de François Truffaut: El oficial de la Gestapo
- 1980: Inspecteur la Bavure, de Claude Zidi: El policía antropometrista
- 1980: La Boum, de Claude Pinoteau: Un amigo de François
- 1981: Diva, de Jean-Jacques Beineix: Gorodish
- 1981: Les Uns et les Autres, de Claude Lelouch: Richard
- 1981: Les Babas cool, de François Leterrier: Paul
- 1981: Rendez-vous hier, de Gérard Marx (cortometraje de 26 minutos): Pierre
- 1981: El diablo y la dama, de Ariel Zúñiga
- 1982: Le Grand pardon, de Alexandre Arcady:  El sacristán
- 1982: Transit, de Takis Candilis: François Cremer
- 1982: La Nuit du Fusecki, de Léo Kaneman (cortometraje de 20 minutos)
- 1982: Deuil en vingt-quatre heures, de Frank Cassenti (serie de TV): Pierre Caillol
- 1982: Café plongeoir, de Jérôme Boivin (cortometraje de 19 minutos)
- 1982: J'ai épousé une ombre, de Robin Davis: Frank
- 1983: Cap Canaille, de Juliet Berto y Jean-Henri Roger: Robert Vergès
- 1983: Pablo est mort, de Philippe Lefebvre (TV): Lambert
- 1983: Ballade à blanc, de Bertrand Gauthier: Jean-Paul/Riquita
- 1983: La Bête noire, de Patrick Chaput: Yves Boissieu
- 1983: Les Uns et les Autres, de Claude Lelouch (serie de TV en 5 episodios de 52 minutos)
- 1983: Les Lièvres du vilain, de Armando Bernardi (cortometraje de 14 minutos)
- 1983: Le Destin de Juliette, de Aline Issermann: Marcel
- 1983: Debout les crabes, la mer monte !, de Jean-Jacques Grand-Jouan: Polo
- 1984: Quidam, de Gérard Marx (TV): Antoine Rimbaud
- 1984: L'Addition, de Denis Amar: Lorca
- 1984: Le Juge, de Philippe Lefebvre: Lucien Inocenti
- 1984: Besoin d'amour à Marseille, de Bernard Bouthier (TV): El diputado Rabuteau
- 1984: Du sel sur la peau, de Jean-Marie Degèsves: Julien
- 1985: Péril en la demeure, de Michel Deville : Daniel Forest
- 1985: Subway, de Luc Besson: El florista
- 1985: Le Pactole, de Jean-Pierre Mocky: Yves Beaulieu
- 1985: Diesel, de Robert Kramer: Walter
- 1985: Folie suisse, de Christine Lipinska: Adrien Daubigny
- 1985: Cinéma de minuit, de Patricia Bardon (cortometraje)
- 1986: Les Folles années du twist, de Mahmoud Zemmouri: Gómez
- 1986: L'Inconnue de Vienne, de Bernard Stora (TV): Claude
- 1986: L'Intruse, de Bruno Gantillon: Jean Busard, llamado El mexicano
- 1986: Le Paltoquet, de Michel Deville: El médico
- 1986: Cent francs l'amour, de Jacques Richard: Maurice Mainfroy
- 1986: Kamikaze, de Didier Grousset: Romain
- 1987: Ubac, de Jean-Pierre Grasset: Lucien Granville
- 1987: Le Grand Chemin, de Jean-Loup Hubert: Pello
- 1987: Agent trouble, de Jean-Pierre Mocky: Alex
- 1987: Flag, de Jacques Santi: El inspector Simon
- 1988: Les Saisons du plaisir, de Jean-Pierre Mocky: Adam
- 1988: À gauche en sortant de l'ascenseur, de Edouard Molinaro: Boris
- 1988: Médecins des hommes, de Maroun Bagdadi (serie de TV) (episodio Liban : Le pays du miel et de l'encens): Morin
- 1989: El cocinero, el ladrón, su mujer y su amante, de Peter Greenaway: Richard Borst
- 1989: La Soule, de Michel Sibra: François Lemercier
- 1989: Marat, telefilm de Maroun Bagdadi: Marat
- 1989: Après la guerre, de Jean-Loup Hubert: Cabo primero Franz Joseph Burnher
- 1989: Ada dans la jungle, de Gérard Zingg: Ergomir Pilic
- 1990: Stan the Flasher, de Serge Gainsbourg: David
- 1990: Dames galantes, de Jean-Charles Tacchella: Brantôme
- 1990 : Le Petit Prince) (serie TV): el narrador
- 1991: Ragazzi, de Mama Keïta
- 1991: La Reine blanche, de Jean-Loup Hubert: Jean Ripoche
- 1991: Une époque formidable..., de Gérard Jugnot: Toubib
- 1991: Veraz, de Xavier Castano: El padre de Theo
- 1992: Ville à vendre, de Jean-Pierre Mocky: El doctor Monnerie
- 1992: Confessions d'un barjo, de Jérôme Boivin: Charles
- 1992: L'Accompagnatrice, de Claude Miller: Charles Brice
- 1992: Trop près des Dieux, de Jean-Michel Roux (cortometraje de 25 minutos)
- 1993: Tango, de Patrice Leconte: Vincent Baraduc
- 1993: Deux justiciers dans la ville, de Franck Apprederis, Gérard Marx y Eric Woreth (serie de televisión): Mathieu
- 1994: La Lumière des étoiles mortes, de Charles Matton: Beyerath
- 1994: Le Parfum d'Yvonne, de Patrice Leconte: El tío de Yvonne
- 1994: Le Sourire, de Claude Miller: Jean-Jean
- 1994: Le Cri du cœur, de Idrissa Ouedraogo: Paulo
- 1994: L'Amour est un jeu d'enfant, de Pierre Grimblat (TV): Didier Ancelot
- 1995: Lulu roi de France, de Bernard Uzan (TV): Lulu Hastier
- 1995: Dieu, l'amant de ma mère et le fils du charcutier, de Aline Issermann: Serge
- 1996: Les Caprices d'un fleuve, de Bernard Giraudeau: Blanet
- 1996: Les Deux papas et la maman, de Jean-Marc Longval et Smaïn: El hombre de la clínica
- 1996: Le Montreur de Boxe (Lucky Punch), de Dominique Ladoge: Abel Ginoux
- 1996: Wild Animals (película) (Yaesaeng tongmul p'oho kuyok), de Kim Ki-duk: Boss
- 1996: Tykho Moon, de Enki Bilal: Glenbarr
- 1997: Saraka bô, de Denis Amar: Diamant
- 1997: Pondichéry, dernier comptoir des Indes, de Bernard Favre: André Charvin
- 1997: La Vérité si je mens !, de Thomas Gilou: Victor Benzakhem
- 1997-2002: Un homme en colère, de Didier Albert et Dominique Tabuteau (serie de televisión): Paul Brissac
- 1997: Combat de fauves, de Benoît Lamy: Charles Cuvelier
- 1998: Les Rives du paradis, de Robin Davis (TV): Raoul
- 1998: Opernball, de Urs Egger (TV): Michel Reboisson
- 1998: Villa vanille, de Jean Sagols (TV): Capitán Michel de Berthier
- 1998: Comme une bête, de Patrick Schulmann: Casimir
- 1998: Telle mère, telle fille, de Élisabeth Rappeneau (TV): Jean Corti
- 1998: Requiem pour un décor, de Pierre-François Limbosch (voz)
- 1998: Mona, les chiens, le désir et la mort, de Jean-François Perfetti (court-métrage de 17 minutes): El taxista
- 1999: Les Coquelicots sont revenus, de Richard Bohringer (TV): Pierre
- 1999: Cinq minutes de détente, de Tomas Roméro: Docteur Lénignac
- 1999: Méditerranées, de Philippe Bérenger: Ramírez
- 1999 : Rembrandt, de Charles Matton: El predicador
- 2001 : Une fille dans l'azur, de Jean-Pierre Vergne (TV): Sola
- 2001: Un Parfum de meurtre (The Cat's Meow), de Peter Bogdanovich : El director de las películas mudas
- 2001: Mauvais genres, de Francis Girod: Huysmans
- 2001 : L'Île mystérieuse, de Claude Allix (TV) (medio metraje de animación de 48 minutos) (voz)
- 2001: Ma folle de sœur, de Laurence Katrian
- 2001: L'Étoile du sud, de Claude Allix (TV) (mediometraje de animación de 48 minutos) (voz)
- 2002: Libre, de Jean-Pierre Sauné (TV): El médico
- 2002: Total Kheops, de Alain Bévérini: Fabio Montale
- 2002: Au bout du rouleau, de Thierry Binisti (TV): Capitán Henri Gallien
- 2003: Wanted (Crime spree), de Brad Mirman: Bastaldi
- 2003: Poil de carotte, de Richard Bohringer (TV): Monsieur Lepic
- 2003: Virus au paradis, de Olivier Langlois (TV): Lucas
- 2003: L'Outremangeur, de Thierry Binisti: Émile Lachaume
- 2003: Retour aux sources, de Didier Grousset (TV): Georges
- 2004: Docteur Dassin, généraliste, de Stéphane Kurc (serie TV) : Alexandre Dassin
- 2004: Les Gaous, de Igor Sekulic: François Bricard
- 2004 : La Petite Fadette, de Michaëla Watteaux (TV): El padre Barbeau
- 2005: Ennemis publics, de Karim Abbou y Kader Ayd
- 2005: Cavalcade, de Steve Suissa: Dr. Desmouches
- 2005: Capitaines des ténèbres, de Serge Moati (TV): Coronel Klobb
- 2006: C'est beau une ville la nuit de Richard Bohringer: Richard
- 2006: Pom le poulain de Olivier Ringer: El viejo Julien
- 2007: Bluesbreaker de Dominique Brenguier: Señor Maurice
- 2008-2009: Mister Mocky Présente de Jean-Pierre Mocky (serie TV, 3 episodios)
- 2008: Almirante de Andreï Kravtchouk: El general Maurice Janin
- 2010: Les Amours secrètes de Franck Phelizon: Marcel

### Actor de doblaje
- 1999 Stuart Little: Smokey[4]

### Director
- 1999: Les Coquelicots sont revenus
- 2003: Poil de carotte
- 2006: C'est beau une ville la nuit, según el libro que publicó en 1988.

### Guionista
- 1972: Beau Masque, de Bernard Paul (coescrito con Jean-Patrick Lebel y Bernard Paul, basado en la novela de Roger Vailland).
- 1973: La Punition, de Pierre-Alain Jolivet (coescrita con Pierre-Alain Jolivet, basada en una novela de Xavière).
- 1975: Il pleut toujours où c'est mouillé, de Jean-Daniel Simon (coescrita con Jean-Pierre Petrolacci y Jean-Daniel Simon).

## Obras de teatro
Autor
- 1966: Zorglub
- 1967: Les Girafes, puesta en escena Philippe Rouleau, Teatro de la Gaîté-Montparnasse.
- 2010: Ne traîne pas trop sous la pluie

Actor
- 1967: Les Girafes, puesta en escena Philippe Rouleau.
- 1967: Zorglub, puesta en escena Richard Bohringer.
- 1982: Le paradis sur terre de Tennessee Williams, puesta en escena Pierre Romans.
- 1984 : L'Ouest, le vrai de Sam Shepard, puesta en escena de Jean-Michel Ribes y Luc Béraud, Teatro de l'Athénée, Teatro de la Madeleine en 1985.
- 1992: Le récit de Jacobus Coetzee de John Michael Coetzee.
- 2000: Richard III de Shakespeare, puesta en escena Hans Peter Cloos.
- 2010: Ne traîne pas trop sous la pluie, puesta en escena Richard Bohringer.

## Libros
- C'est beau une ville, la nuit, Gallimard, 1989.
- Le Bord intime des rivières, 1994.
- L'ultime conviction du désir (relatos de viaje), éd. de Noyelles-France loisirs, París, 2005. 150 p., 21 cm (ISBN|2-7441-8399-7)
- Carnet du Sénégal, ilustrado por Virginie Broquet.
- Bouts lambeaux, 2008, Arthaud, (ISBN|978-2700301588).
- Zorglub suivi de Les Girafes, teatro, reedición Flammarion, 2009. 224 p.

## Música

### Álbumes
- Errance, 1990
- Bohringer, 1992
- C'est beau une ville la nuit, 2002. Tras la publicación de ese CD realizó una gira en Francia y el extranjero acompañado por el grupo Aventures.

### Participaciones
- Sahara Blue (1992) de Hector Zazou, música para los poemas de Arthur Rimbaud. Richard Bohringer interpretó el tema final, Lettre au Directeur des Messageries Maritimes.
- Le K, (1993) Un drama musical instantáneo.
- Léo découvre le blues, (1997), texto de Christine Mulard y Patrick Raynal arreglos musicales de Jean-Jacques Milteau y Manu Galvin.
- Mes jolis contes, (2004) Las fábulas de La Fontaine.
- Quand j'rentre le soir, Richard interpreta esta canción en el álbum "Merci d'être venus" de Jean-Jacques Milteau.
- Sait-on jamais, texto de Jacques Prévert en un álbum de homenaje.

## Varios
- A partir de 1993 Richard Bohringer ha colaborado con el director Didier Pourcel en un proyecto inacabado, una película en cuyo rodaje se recurría a la técnica de la captura de movimiento y que de haberse estrenado hubiera sido la primera película de la historia en ser enteramente animada por computadora.[nota 1] En esta película inacabada, Bohringer interpreta el papel del Capitán Nemo, de la novela Veinte mil leguas de viaje submarino.[5]
- Où est l'paradis ?: Texto de Richard interpretado por Paul Personne en el álbum Instantanés e interpretado de nuevo en vivo en el álbum Route 97.

## Nominaciones y premios
- César al mejor actor secundario en 1985 pour L'Addition
- César al mejor actor en 1988 por Le Grand Chemin